# شون فلين (ممثل)
شون فلين (بالإنجليزية: Sean Flynn)‏ هو مصور ومصور أخبار وصحفي ومصور حربي ‏ وممثل أمريكي، ولد في 31 مايو 1941 بـ لوس أنجلوس في الولايات المتحدة، وتوفي في 6 أبريل 1970 في كمبوديا.

## وصلات خارجية
- شون فلين على موقع IMDb (الإنجليزية)
- شون فلين على موقع ميوزك برينز (الإنجليزية)
- شون فلين على موقع أول موفي (الإنجليزية)
- شون فلين على موقع قاعدة بيانات الأفلام السويدية (السويدية)
- شون فلين على موقع ديسكوغز (الإنجليزية)
- شون فلين على موقع قاعدة بيانات الفيلم (الإنجليزية)